# Callogonia
Callogonia is een geslacht van tweekleppigen uit de familie Vesicomyidae.

## Soorten
De volgende soorten zijn bij het geslacht ingedeeld:
- Callogonia cyrili (Cosel & Salas, 2001)
- Callogonia leeana (Dall, 1889)
- Callogonia mauritanica (Cosel & Salas, 2001)